# الشعابي (القفر)

تعديل مصدري - تعديل

الشعابي هي إحدى قرى عزلة بني مسلم بمديرية القفر التابعة لمحافظة إب، بلغ تعداد سكانها 198 نسمة حسب تعداد اليمن لعام 2004.